# 5049 Sherlock
Az 5049 Sherlock (ideiglenes jelöléssel 1981 VC1) a Naprendszer kisbolygóövében található aszteroida. Edward L. G. Bowell fedezte fel 1981. november 2-án.